# S.Oliver Arena
 (septembre 2024).
La s.Oliver Arena est une salle omnisports à Wurtzbourg, en Bavière.
La salle dispose de deux tribunes avec une capacité totale de 1 630 places et avec des sièges pour une capacité totale de 4 756 places.
Outre les matchs du club de basket-ball S.Oliver Baskets, elle accueille des concerts et d'autres événements, notamment le championnat annuel de la ville de football en salle. Lors des matchs de baskets, la capacité est 3 140 sièges.
En 2013, la salle accueille des matchs de l'équipe de handball du DJK Rimpar et à partir de la saison 2015-2016 tous les matchs à domicile de l'équipe de 2. Bundesliga.